# IPod mini

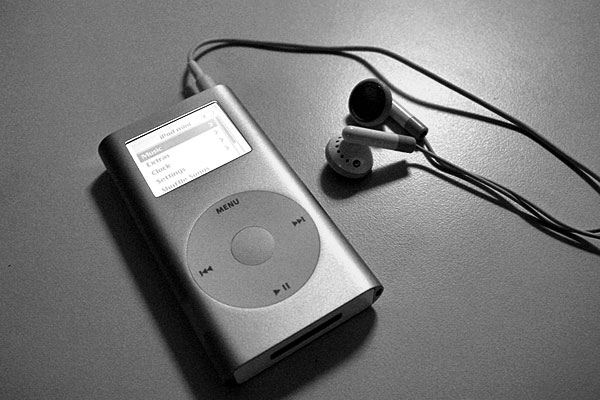
iPod mini

iPod mini – odtwarzacz MP3 oferowany przez firmę Apple, należący do rodziny odtwarzaczy iPod. Wielkością zbliżony do karty kredytowej. Utwory były przechowywane na miniaturowym, jednocalowym dysku twardym Microdrive, początkowo o pojemności 4 GB. Z uwagi na niewielkie rozmiary był relatywnie drogi – w chwili premiery kosztował 249 USD, czyli jedynie o ok. 50 USD mniej niż zwykły, „duży” iPod o pojemności 15 GB.
Był produkowany od 6 stycznia 2004 do 7 września 2005. Polska premiera pierwszej generacji tego urządzenia odbyła się 24 lipca 2004. Później zrezygnowano z produkcji tego modelu na rzecz iPoda nano-który przechowywał dane na pamięci flash.

## Modele
| Generacja | Obraz | Pojemność | Kolory                                 | Łączność     | Data premiery   | Minimalny system operacyjny | Żywotność baterii (w godzinach) |
| --------- | --- | --------- | -------------------------------------- | ------------ | --------------- | --------------------------- | ------------------------------- |
| pierwsza  | | 4 GB      | Srebrny Niebieski Zielony Różowy Złoty | USB/FireWire | 6 stycznia 2004 | Mac: 10.1 Win: 2000         | audio: 8                        |
| pierwsza  | Nowy, mały model. Dostępny w pięciu kolorach. Posiadał Clickwheel. |           |                                        |              |                 |                             |                                 |
| druga     | | 4 GB      | Srebrny Niebieski Zielony Różowy       | USB/FireWire | 22 lutego 2005  | Mac: 10.2 Win: 2000         | audio: 18                       |
| druga     | 6 GB |           | Srebrny Niebieski Zielony Różowy       | USB/FireWire | 22 lutego 2005  | Mac: 10.2 Win: 2000         | audio: 18                       |
| druga     | Występował w jasnych wariantach kolorystycznych, posiadał baterię o dłuższej żywotności. Click Wheel miał wytłoczone symbole w kolorze obudowy. Kolor złoty został wycofany. |           |                                        |              |                 |                             |                                 |

## Krytyka
Odtwarzacz pierwszej generacji był krytykowany za krótki czas działania baterii, wynoszący 8 godzin.